# Anopsicus tico
Anopsicus tico là một loài nhện trong họ Pholcidae. Loài này được phát hiện ở Costa Rica.